# Meschesee

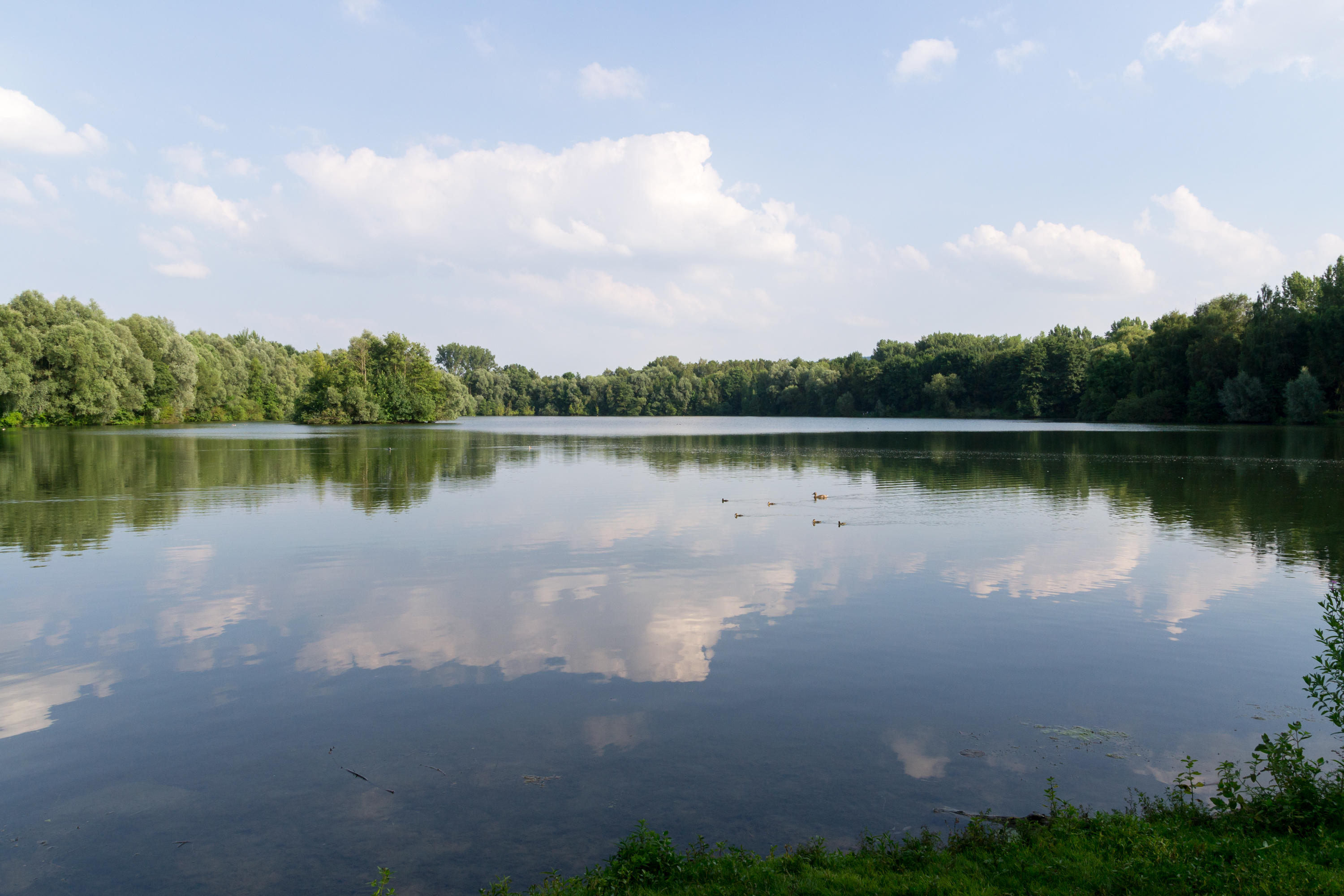
Meschesee vom westlichen Ufer

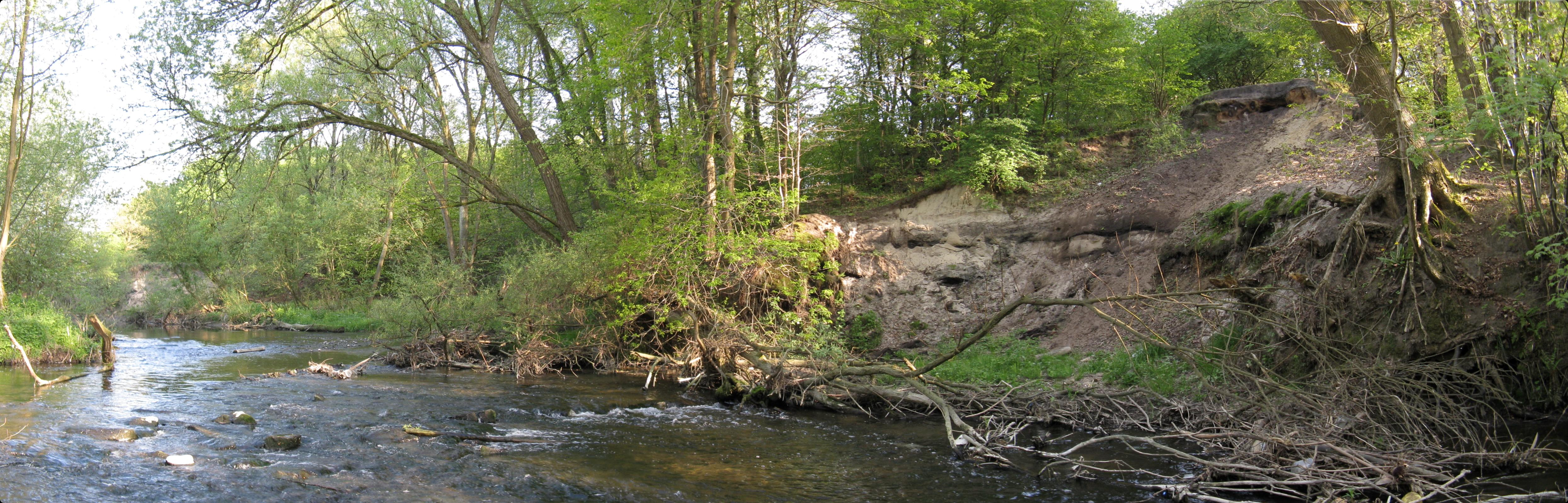
Naturnaher Verlauf der Werre am Meschesee

Der Meschesee ist ein Baggersee im Detmolder Ortsteil Nienhagen in Nordrhein-Westfalen. Der See ist etwa 550 m lang und zwischen 160 und 270 m breit. Sein Umfang beträgt etwa 1,5 km. Der Meschesee ist ein ehemaliges Sand-Abgrabungsgewässer mit Flachufern. Am See setzt sich die Ufervegetation aus Schlammpionierfluren, Schwimmblattvegetation, Klein- und Großröhrichten, Großseggenriedern, Hochstaudenfluren und Weidengebüschen zusammen. Ein größerer, von Rohrkolben dominierter Röhrichtbestand ist am Ostufer ausgeprägt. Der See ist von mittelalten Silberweiden-Wäldern umgeben. Daran schließt sich ein vielgenutzter Wanderweg an, von dem aus viele Pfade zu Angelplätzen am See verlaufen. Die Werre umfließt den See in einer großen 
Schleife im Abstand zwischen 20 und 60 m.
Die Werre umfließt den rund 9,0 Hektar großen See westlich und südlich in einem Abstand von 50 bis 100 Metern. Bei Hochwasser kann der Meschesee mit Werrewasser gespeist werden.
Der Meschesee lag früher im Landschaftsschutzgebiet Meschesee und seit 2006 im Landschaftsschutzgebiet Werretal.